# 1978–1979-es magyar jégkorongbajnokság
A 42. első osztályú jégkorongbajnokságban négy csapat indult el. A mérkőzéseket 1978. november 10. és 1979. február 9. között a Kisstadionban, a Megyeri úti jégpályán valamint a Székesfehérvári jégpályán rendezték meg.
A szezon kezdetén jégpályát avattak Miskolcon. Az átadón a két nagy rivális az FTC és az Újpest mérkőzött meg egymással. Ugyanebben az évben alakult meg a Miskolci Kinizsi Sportegyesület jégkorong szakosztálya is.

## OB I. 1978/1979
|    | Csapat                | M  | GY | D | V  | GK     | Pont |
| -- | --------------------- | -- | -- | - | -- | ------ | ---- |
| 1. | Ferencváros           | 18 | 12 | 3 | 3  | 97-45  | 27   |
| 2. | Újpest Dózsa          | 18 | 11 | 4 | 3  | 94-65  | 26   |
| 3. | Székesfehérvári Volán | 18 | 5  | 3 | 10 | 68-96  | 13   |
| 4. | BVSC                  | 18 | 3  | 0 | 15 | 49-102 | 6    |

## A bajnokság végeredménye
1. Ferencvárosi TC

2. Újpest Dózsa

3. Székesfehérvári Volán SC

4. BVSC

## A Ferencváros bajnokcsapata
Balogh Barna, Balogh Tibor, Deák Miklós, Enyedi Ferenc, Farkas András, Farkas Gábor, Fekete István, Földváry László, Galambos Béla, Hajzer János, Hajzer Tibor, Havrán Péter, Kereszty Ádám, Kovács Antal, Matza Gyula, Mészöly András, Muhr Albert, Póth János, Rasztovszky László, Schilling Péter, Szabó Gábor, Zölei János
Edző: dr. Jakabházy László

## A bajnokság különdíjasai
- Az évad legjobb ifjúsági korú játékosa (Leveles Kupa): Ancsin János (Újpest Dózsa)